# Karma (bågskytt)
Karma, född 6 juni 1990, är en bhutanesisk bågskytt. Hon deltog vid olympiska sommarspelen 2016 och olympiska sommarspelen 2020.